# Jane March
Jane March Horwood (Londres, 20 de marzo de 1973) es una actriz y modelo inglesa, reconocida por su debut cinematográfico en El amante.

## Biografía
Es hija de Bernard Horwood, de ascendencia angloespañola, y de Jean Horwood, de ascendencia chino-vietnamita, y tiene un hermano mayor llamado Jason. Empezó a trabajar como modelo en la adolescencia, después de ganar un concurso local a los catorce años. Gracias a ese concurso consiguió un contrato con la agencia Storm Model Management y desde entonces tuvo éxito como modelo. 
A los diecisiete años atrajo la atención del director francés Jean-Jacques Annaud, quien la convenció para actuar en su película El amante en 1991, en lo que fue su debut cinematográfico. El éxito del filme la hizo conocida internacionalmente. Desde entonces ha participado en varias películas, entre ellas El color de la noche (1994), con Bruce Willis, y Tarzán y la ciudad perdida (1998), con Casper Van Dien. 
En 1993 se casó con el productor Carmine Zozzora, del cual se divorció en 2001. Más tarde se casó con Steven Waddington y tuvo un hijo con él.

## Filmografía

### Cine
| Año  | Título                     | Rol                   | Notas |
| ---- | -------------------------- | --------------------- | ----- |
| 1992 | L'amant                    | la adolescente        |       |
| 1994 | Color of Night             | Rose / Richie         |       |
| 1996 | Never ever: Nunca jamás    | Amanda Trevane Murray |       |
| 1998 | Tarzán y la ciudad perdida | Jane Porter           |       |
| 1998 | Provocateur                | Sook Hee / Miya       |       |
| 2005 | Beauty and the Beast       | Freya                 |       |
| 2006 | Il Mercante di pietre      | Leda                  |       |
| 2008 | My Last 5 Girlfriends      | Olive                 |       |
| 2010 | Furia de Titanes           | Hestia                |       |
| 2010 | Stalker                    | Linda                 |       |
| 2011 | Perfect Baby               | Emma                  |       |
| 2011 | Will                       | Hermana Noell         |       |
| 2012 | Grimm's Snow White         | Queen Gwendolyn       | video |
| 2013 | Jack the Giant Killer      | Serena                |       |
| 2014 | Flim: The Movie            | ella misma            |       |
| 2015 | Party Pieces               | Ruth                  |       |

### Televisión
| Año  | Título                                 | Rol              | Notas                  |
| ---- | -------------------------------------- | ---------------- | ---------------------- |
| 2000 | Relic Hunter                           | Suzanne          | Episodio: «Possessed»  |
| 2000 | Dark Prince: The true story of Dracula | Princesa Lidia   | película para TV       |
| 2001 | Dark Realm                             | Sharon Steppling | Episodio: «Murder One» |
| 2013 | The Sweeter Side of Life               | Lana             | película para TV       |

## Premios y nominaciones
| Año  | Premio                        | Categoría                                      | Película       | Resultado |
| ---- | ----------------------------- | ---------------------------------------------- | -------------- | --------- |
| 1992 | Bambi Awards                  | Mejor actriz juvenil                           | L'amant        | Ganadora  |
| 1994 | The Stinkers Bad Movie Awards | Peor actriz                                    | Color of Night | Nominada  |
| 1995 | Razzie Awards                 | Peor actriz                                    | Color of Night | Nominada  |
| 1995 | Razzie Awards                 | Peor actor de reparto (interpretando a Richie) | Color of Night | Nominada  |